# Sphaeroniscus bonitanus
Sphaeroniscus bonitanus är en kräftdjursart som beskrevs av Van Name 1942. Sphaeroniscus bonitanus ingår i släktet Sphaeroniscus och familjen Scleropactidae. Inga underarter finns listade i Catalogue of Life.